# Gemeinde Mat
Die Gemeinde Mat (albanisch Bashkia e Matit) ist eine der 61 Gemeinden (bashkia) Albaniens. Die Gemeinde im Qark Dibra liegt im Nordosten des Landes rund um den Hauptort Burrel (rund 10.000 Einwohner; 2011). Die Gemeinde hat 17.405 Einwohner (2023).

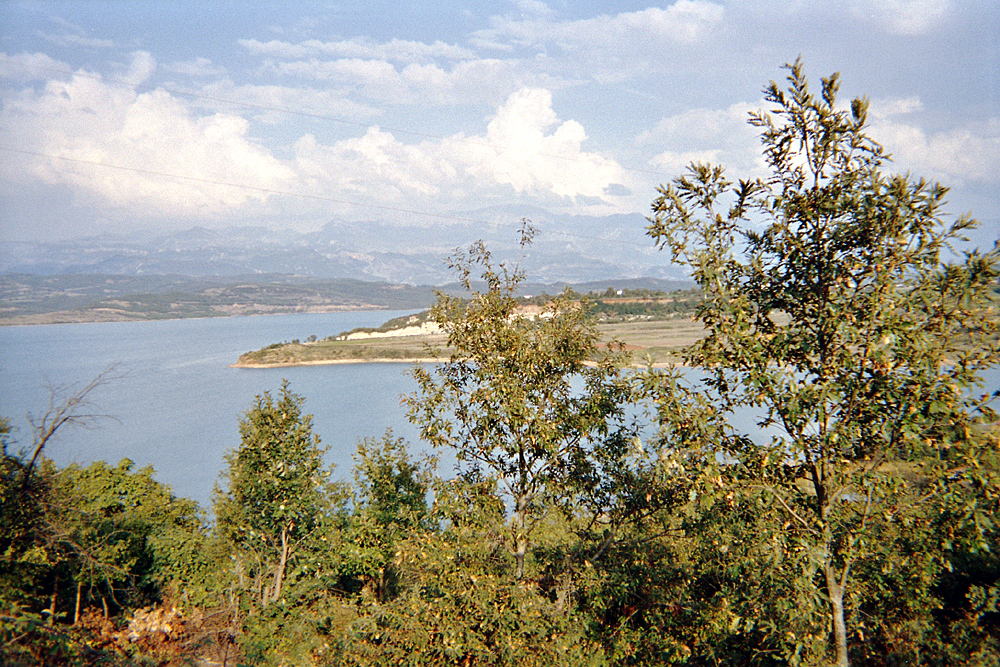
Der Ulza-Stausee im nördlichen Mat-Tal

Die Gemeinde liegt am Mittellauf des Flusses Mat. Sie umfasst den nördlichen Teil der Landschaft Mat und des ehemaligen Kreises Mat – der südliche Teil gehört zur Gemeinde Klos. Es handelt sich mehrheitlich um abgelegenes Berg- und Hügelland, das nur durch die Rruga shtetërore SH6 erschlossen ist, die Milot an der Küste mit Peshkopia verbindet.
Die Landschaft ist im Westen und Osten durch Gebirgszüge begrenzt. Der Fluss Mat wird auf dem Gemeindegebiet zum größeren Ulza-See und zum kleineren Shkopet-See gestaut. Innerhalb der Gemeinde liegen auch der Naturpark Qafë Shtama im Westen und der Nationalpark Lura-Mali i Dejës im Osten, in dem der ehemalige kleine Nationalpark Zall Gjoçaj aufging.

## Verwaltungsgliederung
Im Sommer 2015 wurden acht Gemeinden zur Gemeinde Mat zusammengelegt. Diese bilden seither die Njësitë administrative (Verwaltungseinheiten) der Bashkia Mat.
| Name     | Einwohner 2023 | Einwohner 2011 | Gemeindeart |
| -------- | -------------- | -------------- | ----------- |
| Burrel   | 7.928          | 10.862         | Bashkia     |
| Baz      | 1.270          | 2.228          | Komuna      |
| Derjan   | 513            | 1.102          | Komuna      |
| Komës    | 2.809          | 4.283          | Komuna      |
| Lis      | 2.359          | 3.824          | Komuna      |
| Macukull | 656            | 1.565          | Komuna      |
| Rukaj    | 1.209          | 2.507          | Komuna      |
| Ulza     | 661            | 1.229          | Komuna      |

Die Region verzeichnete einen Bevölkerungsrückgang von 37 % zwischen 2011 und 2023. Besonders stark betroffen waren abgeschiedene Bergregionen wie Derjan und Macukull mit einem Schwund von 53 % respektive 58 %.